# گپ (پرتگاه)

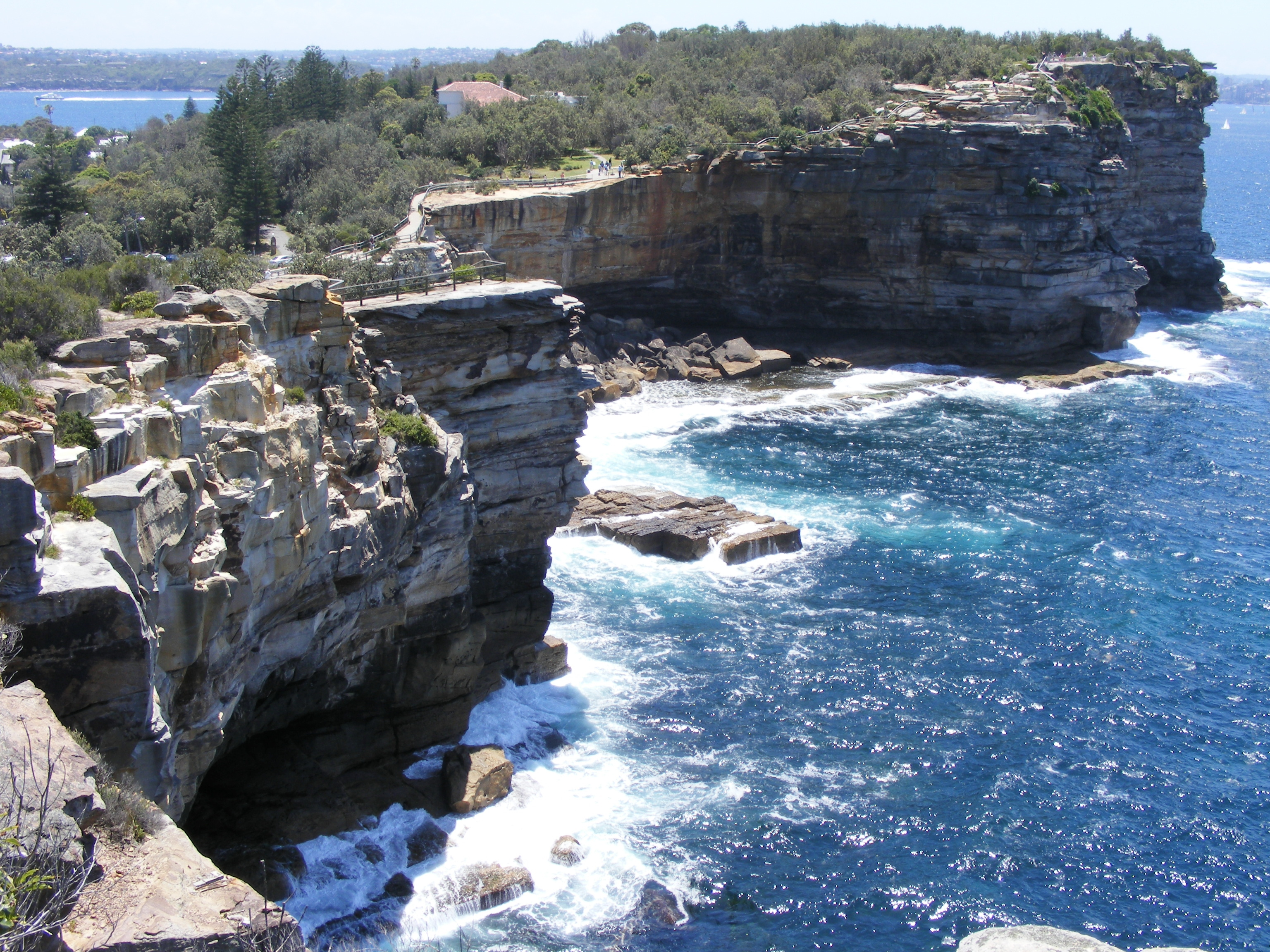
نمایی از پرتگاه گپ

گَپ (به انگلیسی: The Gap) یک پرتگاه در شهر سیدنی در کشور استرالیا است. این پرتگاه بخشی از پرتگاه‌های سیدنی هدز است و دریای تاسمان رو به روی آن قرار دارد.

## زمین‌شناسی، جانوران و پوشش گیاهی
پرتگاه گپ از ماسه‌سنگ سیدنی تشکیل شده‌است. رسوب گذاری این پرتگاه در حدود ۲۰۰ میلیون سال پیش، در دوران تریاس شروع شد. ۴۰ میلیون سال بعد، در دوران ژوراسیک، رویدادی باعث پدیدار شدن ترکی بزرگ در بین لایه‌های رسوبی این منطقه شد و این امر به امواج سطح اقیانوس اجازه داد تا صخره‌های اطراف شهر سیدنی را به وجود آورند.
سنگ‌های این پرتگاه بسیار متخلخل هستند و از دانه‌های خالص سیلیسیم دی‌اکسید و مقدار اندکی سیدریت که در خمیرهایرسی قرار دارند، تشکیل شده‌اند. رنگ قهوه‌ای- زرد مانند این پرتگاه به‌خاطر اکسایش سنگ‌ها است.
سقنقور و نوعی مارمولک استرالیایی به نام اژدهای آبی شرقی در این پرتگاه یافت می‌شوند. پرنده‌های دریایی مانند کاکایی نقره‌ای و کاکایی اقیانوس آرام در این پرتگاه آشیانه می‌سازند.
خاک این ناحیه به دلیل ماسه‌ای بودن از لحاظ موادغذایی ضعیف است بنابراین گیاهانی که در این ناحیه می‌رویند نمی‌توانند شاخ و برگ خود را از دست بدهند و اغلب این گیاهان با سموم از خود در برابر جانوران گیاه‌خوار دفاع می‌کنند. مانند درخت اکالیپتوس.

## خودکشی
نویسنده سرشناس دفتر خاطرات روزانه، متا تراسکات، در یکی از نوشته‌هایش شرح داد که چگونه او و عمویش شاهد خودکشی یک مرد میان‌سال در این مکان بوده‌اند.
در ژوئن سال ۱۹۹۵ میلادی مدل ۲۴ ساله استرالیایی، کارولین برن، از این پرتگاه پایین پرید و خودکشی کرد. در سال ۲۰۰۸ میلادی دوست پسر برن به اتهام هول دادن او به پایین صخره، دستگیر شد. او در فوریه سال ۲۰۱۲ میلادی تبرئه شد.
در نوامبر سال سال ۲۰۰۷ میلادی، شارمین دروگون، گوینده‌خبر ۲۹ ساله پس از سال‌ها مبارزه با افسردگی و بی‌اشتهایی عصبی، از این پرتگاه پایین پرید و به زندگی خود پایان داد.

## فرشته گپ
در سال ۲۰۰۹ میلادی دان ریتچی، کهنه سرباز نیروی دریایی سلطنتی استرالیا و کارمند بازنشته بیمه، به دلیل بازداشتن افراد از خودکشی در گپ، نشان استرالیا را دریافت کرد. او از سال ۱۹۶۴ میلادی موفق به جلوگیری از خودکشی ۱۶۴ نفر شد و نام مستعار فرشته گپ را به وی دادند. او، که خانه‌اش در نزدیکی این پرتگاه قرار داشت، تلاش می‌کرد افرادی را که قصد خودکشی دارند منصرف کند و حتی آن‌ها را به خانه‌اش دعوت می‌کرد و با آن‌ها صحبت می‌کرد. بعضی از این افراد سال‌ها بعد پیش او بازگشتند و به‌خاطرتغییری که وی در زندگی آن‌ها داده، از وی تشکر کردند. ریتچی در مه سال ۲۰۱۲ میلادی درگذشت.

## نگارخانه
- یک تراموا در حال عبور از پرتگاه گپ در سال ۱۹۴۹ میلادی.